# Menlo
Menlo是一個无衬线等宽字体，由Jim Lyles设计，首次出现於2009年8月上市的Mac OS X Snow Leopard系统内建字体之一。基於开源字体Bitstream Vera与自由版權字体DejaVu字体改良而来。
继Monaco字体之後，Menlo作为Terminal的預設字體。

## 腳注
1. ↑  Embedded Menlo font info
2. ↑  （英文）. Ars Technica. 2011-06-12  [2012-03-28]. （原始内容存档于2012-04-23）.

## 外部連結
- （英文）比较 Menlo 与 DejaVu 无衬线等宽字 （页面存档备份，存于）
- （英文）全屏幕动态比较：Bitstream Vera 无衬线等宽字、DejaVu 无衬线等宽字 与 Menlo